# Шагвалеев, Галимзян Нургаязович
Галимзян Нургаязович Шагвалеев (23 декабря 1919 — 24 мая 1982) — командир отделения 44-го отдельного моторизированного понтонно-мостового батальона 2-й Рымникской Краснознамённой, орденов Суворова, Кутузова и Богдана Хмельницкого понтонно-мостовой бригады 46-й армии 2-го Украинского фронта, ефрейтор. Герой Советского Союза.

## Биография
Родился 23 декабря 1919 года в селе Татарское, ныне Татарское Тюгульбаево Алькеевского района Республики Татарстан. Татарин. Член ВКП(б)/КПСС с 1950 года. В 1931 году вместе с родителями переехал в Ярославскую область. Жил в посёлке Варегово Большесельского района. Работал на торфоразработках.
В 1941 году был призван в Красную Армию и октября того же года участвовал в боях с немецко-фашистскими захватчиками. В битве за Москву сапёр Шагвалеев проявил высокое мужество и стойкость при выполнении боевых заданий. На установленных им минах подорвался не один вражеский танк. Самоотверженная работа бойца была отмечена медалью «За отвагу».
Вторую медаль «За отвагу» солдат получил в период боёв под Сталинградом. Здесь Шагвалееву не раз приходилось под градом пуль на вёслах перевозить личный состав и боеприпасы через Волгу, командовать понтонным расчётом. В сентябре 1944 года был награждён орденом Славы 3-й степени, стал командиром отделения. Особо отличился ефрейтор Шагвалеев в боях на территории Венгрии.
4 декабря 1944 года ефрейтор Шагвалеев на понтоне, буксируемом катером, переправил через реку Дунай у города Эрчи первый десант пехоты и артиллерии. При подходе парома к правому берегу противник открыл сильный ружейно-пулемётный огонь. Противники стали забрасывать десантников гранатами. Успех высадки решали секунды. Ефрейтор Шагвалеев с возгласом «За Родину!» первым выскочил на берег и вступил в рукопашную схватку с фашистами. За ним устремился весь десант. Автоматными очередями Шагвалеев подавил ручной пулемёт и уничтожил 12 вражеских солдат. После боя вернулся к свои прямым обязанностям. Будучи дважды ранен, под огнём противника он сделал ещё 10 рейсов и доставил на правый берег 2 батальона пехоты и 4 пушки.
Указом Президиума Верховного Совета СССР от 24 марта 1945 года за образцовое выполнение заданий командования и проявленные мужество и героизм в боях с немецко-вражескими захватчиками ефрейтору Шагвалееву Галимзяну Нургаязовичу присвоено звание Героя Советского Союза с вручением ордена Ленина и медали «Золотая Звезда».
День Победы отважный боец встретил в столице Чехословакии Праге. После войны был демобилизован.
Вернулся в Ярославскую область, на родное предприятие. До 1979 года работал монтёром производственного участка на Вареговском торфопредприятии. Был депутатом местного Совета.
Жил в посёлке Варегово Большесельского района Ярославской области. Умер 24 мая 1982 года. Похоронен на кладбище села Шельшедом Большесельского района.
Награждён орденами Ленина, Славы 3-й степени, медалями.
В 2005 году в Мурманске, на территории инженерно-сапёрного полка, преемника традиций и Боевого Знамени 2-й понтонно-мостовой бригады, установлены бюсты семи однополчан Героев Советского Союза — В. Карпова, П. Корягина, Ф. Селезнева, В. Вахарловского, Г. Шагвалеева, А. Селифонова и М. Шустова.